# Dzierżanowo (gromada)
Dzierżanowo (od 1 I 1959 Główczyn) – dawna gromada, czyli najmniejsza jednostka podziału terytorialnego Polskiej Rzeczypospolitej Ludowej w latach 1954–1972.
Gromady, z gromadzkimi radami narodowymi (GRN) jako organami władzy najniższego stopnia na wsi, funkcjonowały od reformy reorganizującej administrację wiejską przeprowadzonej jesienią 1954 do momentu ich zniesienia z dniem 1 stycznia 1973, tym samym wypierając organizację gminną w latach 1954–1972.
Gromadę Dzierżanowo z siedzibą GRN w Dzierżanowie utworzono – jako jedną z 8759 gromad na obszarze Polski – w powiecie płockim w woj. warszawskim, na mocy uchwały nr VI/10/13/54 WRN w Warszawie z dnia 5 października 1954. W skład jednostki weszły obszary dotychczasowych gromad Dzierżanowo i Rąkcice ze zniesionej gminy Bodzanów oraz obszary dotychczasowych gromad Główczyn i Nakwasin ze zniesionej gminy Mała Wieś w tymże powiecie. Dla gromady ustalono 12 członków gromadzkiej rady narodowej.
29 lutego 1956 z gromady Dzierżanowo wyłączono wieś Murkowo włączając ją do gromady Kobylniki w tymże powiecie.
1 stycznia 1959 do gromady Dzierżanowo przyłączono wieś Lasocin i kolonię Lasocin ze znoszonej gromady Orszymowo w tymże powiecie, po czym gromadę Dzierżanowo zniesiono przez przeniesienie siedziby GRN z Dzierżanowa do Główczyna i zmianę nazwy jednostki na gromada Główczyn.